# Anthicus hamicornis
Anthicus hamicornis is een keversoort uit de familie snoerhalskevers (Anthicidae). De wetenschappelijke naam van de soort is voor het eerst geldig gepubliceerd in 1880 door De Marseul.